# Авиталь, Юваль
Юваль Авиталь (Иерусалим, 1977) — израильский музыкант, композитор и гитарист.
Разносторонний музыкант, известный благодаря своим произведениям современной музыки для традиционных музыкантов/инструментов, использованию современных мультимедийных технологий и сотрудничеству с учеными и исследователями. Определяет свои работы как «оптико-звуковые», поскольку они включают в себя визуальную и слуховую составляющую.

## Биография
Родился в Иерусалиме в 1977 году, живёт и работает в Милане. Создал следующие произведения: оптико-звуковые оперы Kolot (2008), Samaritani (2010) и Leilit (2011); произведения для традиционных ансамблей Казахстана и Филиппин, масштабное музыкальное произведение GARON, созданное для концерта в честь закрытия инсталляции Dirty Corner Аниша Капура в Милане (2012); камерные музыкальные произведения для солистов, аудио- и видео-инсталляции, музыкальные композиции для Ночи музеев Notte Bianca в Риме (2007). Авиталь сотрудничал с композитором, мастером игры на уде Висамом Гибраном . Как гитарист выступал в Центре Исполнительских Искусств в Торонто, Королевском дворце Копенгагена, в Национальной Консерватории Китая и Miami Art Basel. Он также выступил идейным вдохновителем и основателем фестиваля Trialogo и ассоциации искусств Magà Global Arts Around the World  Архивная копия от 4 августа 2015 на Wayback Machine. Авиталь выступал с концертами в Центре Помпиду (Париж), Королевском дворце и Новом Театре (Teatro Nuovo) в Милане, Кинта да Регалейра (Португалия), а также осуществлял музыкальные проекты в Казахстане, Филиппинах и Румынии. В 2011 году телеканал SKY Classica снял документальный фильм о создании его второй оперы Samaritani  Архивная копия от 3 декабря 2019 на Wayback Machine.

## Произведения

### Симфонии
- OTOT для камерного оркестра, 5 перкуссий, 3 аккордеонов, видео и живой импровизации на электронной гитаре[4]. Премьера: открытие сезона Городского Театра Комо, 23 января 2013.

### Оптико-звуковые оперы
- Kolot: оптико-звуковое произведение для 12 традиционных певцов, ансамбля солистов, видео и электроники (2008)[5]. Премьера: открытие фестиваля REC, Королевский манеж, Реджо-нель-Эмилия; Teatro dal Verme, Милан; открытие 26 Театрального фестиваля в Парме. Дирижёры: Юваль Авиталь, Нори Якоби.
- Samaritani: оптико-звуковое произведение для ансамбля солистов, хора самаритян, видео и электроники (2010)[6] Премьера : фестиваль MiTo SettembreMusica, Teatro Nuovo, Милан, Сентябрь 2010. Дирижёр: Массимо Мацца.
- LEILIT: Ноктюрн для ансамбля из семи флейт и семи аккордеонов, фортепияно, солистов, двоих певцов Кеис (священники израильского сообщества Бета) и видео. (2011)[7]. Премьера: Фестиваль Romaeuropa, 26/10/2011, Teatro Palladium, Рим.

### Произведения для ансамблей традиционной музыки
Произведения для ансамблей традиционной музыки, которые сочетают в себе современное звучание и древние музыкальные традиции, составляют важную часть работы и исследований Авиталя. Цель таких проектов — создание диалога между далекими друг от друга культурами и возрождение забытых традиций.
- Slow Horizons: Для гитары, ансамбля традиционной музыки Казахстана (12 музыкантов), танцоров, одного рассказчика и видео (2006). Премьера: 21 фестиваль Новруз, Алматы, Казахстан, 2006. Видео: Микал Ровнер.
- After the darkness: для цимбал, мужского хора и традиционного ансамбля филиппинской музыки (2007). Премьера: второй международный фестиваль Rondalla, Боджо, Филиппины, 2007.
- Lefkara Moirai: Для ансамбля традиционной музыки, двух певцов, гитары, двенадцати ремесленников, видео, рассказчика и живой электронной музыки. Премьера: фестиваль Lefkara, деревня Лефкара, Кипр 2009.

### Камерная музыка/солисты/оркестры
Солисты с оркестром
- Studi di speranza / Исследование надежды
- Концерт для скрипки с оркестром (2010—2012).

Камерная музыка
- Музыка для семерых N.1 — «Cicli» («Циклы») для семи флейт

В память о филиппинском музыканте и дирижёре Хосе Монсеррат Маседа (2009—2011). Премьера: фестиваль RomaEuropa, Teatro Palladium, Рим, октябрь 2011. Исполнители: ансамбль The Running Seven Recorders (Даниеле Брагетти, Стефано Брагетти, Хосе Мануэль Фернандес Браво, Марио Даккини, Лоренцо Лио, Марко Роса Сальва, Сеико Танака).
- Музыка для семерых N.2 — «modus benedictus» для семи виолончелистов

В память об известном пакистанском музыканте и певце каввали Нусрате Фатехе Али Хане. (2010)
- Музыка для семерых N.3 — «Un porto grigio» для семи валторн. Посвящено Бьорк. (2009)
- Музыка для семерых N.4 — «Al mishkavi» для семи перкуссий и семи голосов. Посвящено Шломо Авиталь (2008—2009).
- Музыка для семерых N.5 — «Sunset» («Закат») для семи скрипок. В память об израильском композиторе Абеле Эрлихе (2010).
- Музыка для семерых N.6 — «Horror vacui» для семи аккордеонов. Посвящено американской аккордеонистке и композитору Полине Оливерос (2011). Премьера: фестиваль RomaEuropa Festival, Teatro Palladium, Рим, октябрь 2011. Исполнители: Серджио Скаппини, Микеле Браччали, Надио Маренко, Джанкарло Калабриа, Августо Комминеси, Паоло Виньяни.
- «Семь демонов засухи» для фортепиано и ударных инструментов (2010).

### Произведения для солистов
- DIMDUM для бас-флейты (2010). Премьера: Frazione Saliana, Пьянелло-дель-Ларио, Комо, 2011. Солист: Джанлуиджи Нуччини.
- «Сон, тень и пейзажи», соната для фортепиано (2010—2011). Премьера: фестиваль RomaEuropa Festival, Teatro Palladium, Рим, октябрь 2011. Исполнитель: Мариа Грациа Беллоккио.

### Инсталляции и живые выступления
- Reka для хорового ансамбля и публики, Бьелла (2006).
- Cariatidi Sonore Premiere: специальное произведение для фестиваля ночи музеев Notte Bianca в Риме, Вокзал Остиенсе, (2007).
- Masà для публики, живой электроники, гитары и различных электро-акустических инструментов — в сотрудничестве с Риккардо Синигалья. Премьера: Зал Пуччини, Милан (2008).
- Spaces Unfolded: инсталляция-представление для 8 динамиков и системы искусственного интеллекта — в сотрудничестве с Джованни Коспито. Премьера: фестиваль BergamoScienza, Бергамо, 5 октября 2012.
- Unfolding Space: концерт для электронной и классической гитары, живой электроники и мультимедийных проекций космоса. Премьера: фестиваль BergamoScienza, Бергамо, 19 октября 2012.
- Alpha — Alpha — Uniform, для 8 динамиков и системы искусственного интеллекта — в сотрудничестве с Джованни Коспито (2012).
- Kanaf для бас-кларнета и видео. Видео создано Ювалем Авиталем и Тарином Гартнером. Бас-кларнет: Паоло да Гаспари (2013).
- ALMA MATER — оптико-звуковая инсталляция для 140 динамиков, видео проекций балерин театра Ла Скала и голосов женщин-бабушек. Паровая Фабрика, Милан, июль-август 2015[8]

### Музыка для танцевальных и театральных представлений
- Музыкальное сопровождение хореографической постановки Каве Канема, Ави Кайзера и Серджио Антонио для гитары, электроники и хора балерин (Германия, 2007).
- Музыкальное сопровождение театрального спектакля «Una Notte in Tunisia» ("Ночь в Тунисе) Виталиано Тревизана. Режиссёр — Андре Рут Шамма (2011).

## Гитара
Имея за плечами большой опыт выступлений и концертов в разных частях мира, Авиталь сконцентрировал внимание на создании собственных оригинальных композиций и сотрудничестве с исполнителями народной музыки и современными музыкантами с использованием акустической и электронной гитары, подготовленных материалов и живой импровизации. Авиталь использует элементы игры на традиционных струнных инструментах Ближнего Востока, Центральной Азии и Дальнего Востока вместе с расширенными техниками игры на классической гитаре.

## Сотрудничество
В своих работах Юваль Авиталь занимается исследованием взаимодействия между культурами, выбирая диалог как средство изучения скрытых сходств и взаимодополняющих элементов в различных культурах, которые составляют общую мировую систему. Произведения Авиталя, создавая своеобразный культурный мост, объединяют «незападные» музыкальные культуры, традиционных исполнителей и хранителей древних традиций, от Африки до Китая, от Ирана до Израиля, от Палестины до Казахстана и многих других. Его исследования новых музыкальных форм посредством диалога спровоцировали создание уникального проекта в Италии, фестиваля Trialogo , где мировые культуры и современные артисты встречаются, чтобы создать новые, оригинальные, неповторимые проекты.

## Noah Guitar
В 2012 году Авиталь начал сотрудничать с Noah Guitars, мастерской по изготовлению экспериментальных струнных музыкальных инструментов в Милане, с целью создания новой инновационной электрогитары по собственному проекту. Первая экспериментальная модель была создана для Авиталя в июле 2012 года и использовалась в рамках концертного тура дуэта Юваля Авиталя и Висама Джибрана. Производство окончательной модели гитары начнется в конце 2013 года.